# Ananás (Tocantins)
Ananás es un municipio brasilero del estado del Tocantins. Se localiza a una latitud 06º21'55" sur y a una longitud 48º04'22" oeste, estando a una altitud de 220 metros. Su población estimada en 2004 era de 11.501 habitantes.
Posee un área de 1398,8 km².
Se encuentra a 50 km del río Araguaia. La principal actividad económica es la ganadería. Una de las diversiones de la ciudad son los rodeos.